# Mazda 6 MPS Concept
La Mazda 6 MPS Concept est un concept car du constructeur automobile japonais Mazda, présenté au salon de Paris en septembre 2002.
Elle est dévoilée en même temps que la Mazda 2 Demio de première génération, aux côtés de la Mazda RX-8.
Il s'agit d'une version sportive de la berline de série Mazda 6 Atenza (GG/GY) de première génération dans sa version cinq portes "hatchback". Elle est préparée par le département compétition de Mazda : Mazdaspeed, son nom MPS signifie "Mazda Performance Series".
Elle donnera naissance à une version de série à la production limitée, la Mazda 6 MPS basée sur la version à quatre portes "sedan" plutôt que la version cinq portes "hatchback" initialement choisie pour le concept.
Elle est motorisée par un 2.3 litres essence de 260 ch, associé à une transmission intégrale.

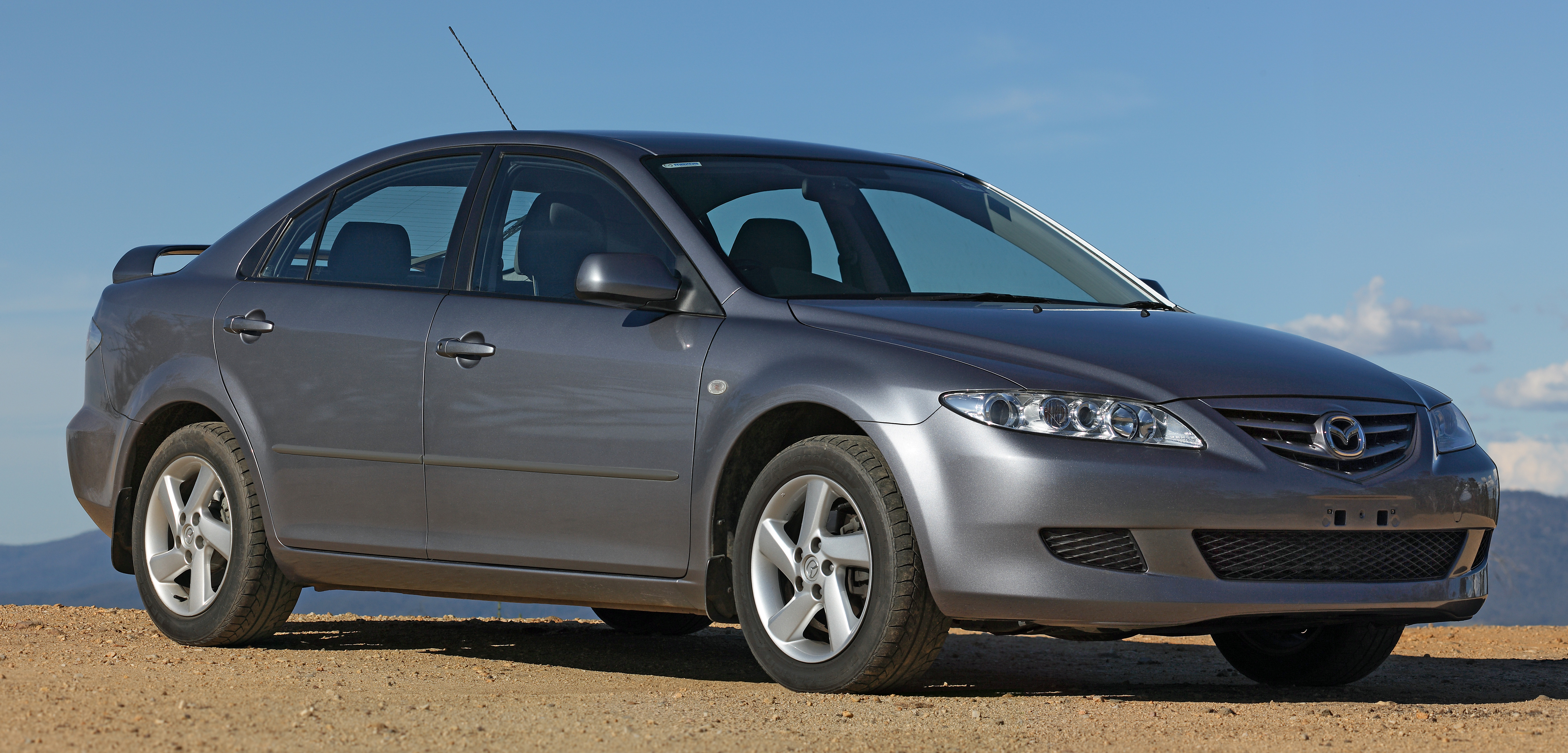
La Mazda 6 dans sa version 5 portes qui sert de base au concept 6 MPS

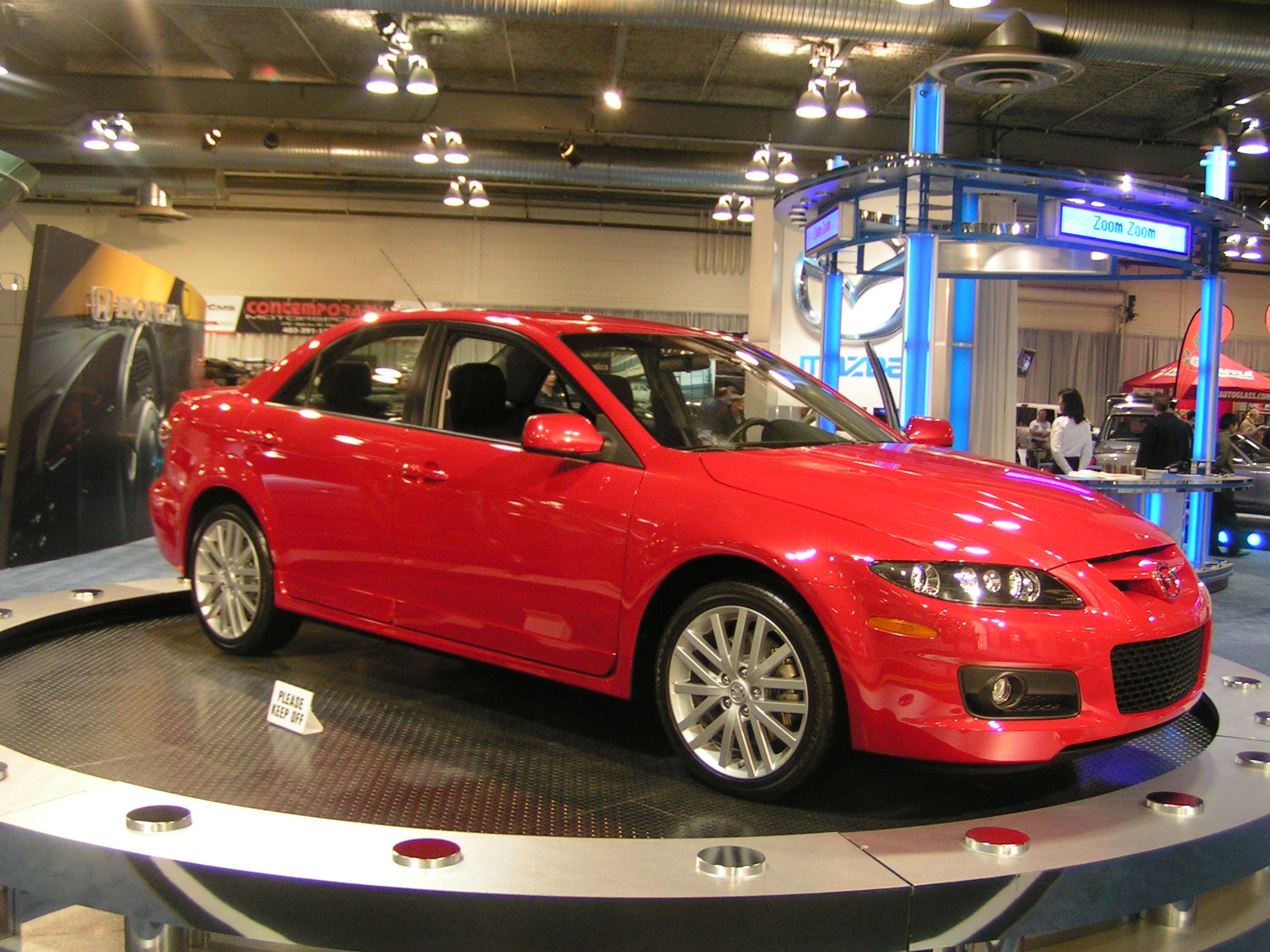
La Mazda 6 MPS de série utilise la version 4 portes de la Mazda 6